# با یا بدون تو (فیلم ۲۰۰۳)
با یا بدون تو (انگلیسی: With or Without You) فیلمی در ژانر کمدی-درام است که در سال ۲۰۰۳ منتشر شد. از بازیگران آن می‌توان به گای توری و ویکتور ویلیامز اشاره کرد.

## داستان
زندگی رابرت (لی) از نظر شخصی و حرفه‌ای دقیقاً همانگونه که او می‌خواست، طی شده است. این در حالی است که دوست‌دخترش چری (ویلیامز) به او می‌گوید که باردار است. در حالی که احساس می‌کند باید ازدواج کنند، رابرت هنوز مطمئن نیست که آیا آماده است تا چنین قدم مهمی در زندگی خود بردارد. او سعی می‌کند از دوستان خود مشاوره بگیرد که همه (علاوه بر این که ازدواج نکرده‌اند و یا روابط خاصی ندارند) اساساً به او می‌گویند اگر احساس نمی‌کند آماده است، در تصمیم خود محکم بایستد. چری همچنین دارای گروهی از دوستان است و آنها به همان اندازه در حمایت از عقیده او هستند که این دو باید به دنبال حل و فصل باشند؛ زیرا دوستان رابرت مطیع خواسته او هستند. هنگامی که همه آنها برای جشن گرفتن حمام کودک جمع می‌گردند، تنش‌ها ناگزیر شعله‌ور شده و چند راز غیرمنتظره سرانجام آشکار و منجر به اوج‌گیری مهمانی در خنده و شادی و سرگرمی‌های پوچ می‌شوند.